# Cal Clutterbuck
Cal Clutterbuck (Welland, Ontario, 18 de noviembre de 1987), apodado Clutz, Clutter o Buttercup, es un jugador profesional canadiense de hockey sobre hielo que se desempeña en la posición de extremo derecho en New York Islanders, equipo de la National Hockey League (NHL).

## Carrera
Fue seleccionado en la tercera ronda en la NHL Entry Draft de 2006. En 2007 hizo su debut profesional con el equipo Minnesota Wild, en el cual jugó seis temporadas (2007-2013), después pasó a New York Islanders, donde lleva jugando once temporadas.